# Alana Austin
Alana Austin (* 6. April 1982 in Palm Springs, Kalifornien) ist eine ehemalige amerikanische Schauspielerin.

## Schauspielkarriere
Austin debütierte 1992 im Fernsehfilm Criminal Behavior. Danach folgten 1993 drei weitere Fernsehfilme, ehe sie 1994 für ihre Rolle in dem Film Der Zufalls-Dad mit dem Young Artist Award ausgezeichnet wurde. Im Jahre 1996 hatte Austin eine Rolle in der Sitcom Ink auf CBS, welche jedoch schon nach der ersten Staffel abgesetzt worden ist. Bis einschließlich 2006 war sie in mehr als 30 Film- und Fernsehproduktionen zu sehen. Nach dem Ende ihrer Schauspielkarriere hat Austin ein Medizinstudium an der University of Southern California aufgenommen.

## Filmografie (Auswahl)
- 1992: Criminal Behavior (Fernsehfilm)
- 1993: Die Schwester in der Todeszelle (Final Appeal, Fernsehfilm)
- 1994: North
- 1994: Der Zufalls-Dad (A Simple Twist of Fate)
- 1996: Ink (Fernsehserie)
- 1997: Sister, Sister (Fernsehserie)
- 1999: Flussfahrt ins Verderben (Dangerous Waters, Fernsehfilm)